# Chatonnay
Chatonnay är en kommun i departementet Jura i regionen Bourgogne-Franche-Comté i östra Frankrike. Kommunen ligger i kantonen Arinthod som tillhör arrondissementet Lons-le-Saunier. År 2014 hade Chatonnay 65 invånare.

## Befolkningsutveckling
Antalet invånare i kommunen Chatonnay
Referens:INSEE